# Altanbulag, Töv
Altanbulag (tiếng Mông Cổ: Алтанбулаг) là một sum của tỉnh Töv ở Mông Cổ. Vào năm 2007, dân số của sum là 3.079 người.

## Địa lý
Sum có diện tích khoảng 5.900 km2. Trung tâm sum, Altanbulag, nằm cách tỉnh lỵ Zuunmod 60 km và thủ đô Ulaanbaatar 50 km.

### Khí hậu
Altanbulag có khí hậu bán khô hạn. Nhiệt độ trung bình hàng năm trong khu vực là 3 °C. Tháng ấm nhất là tháng 7, khi nhiệt độ trung bình là 26 °C và lạnh nhất là tháng 1, với −23 °C. Lượng mưa trung bình hàng năm là 340 mm. Tháng ẩm ướt nhất là tháng 7, với lượng mưa trung bình là 90 mm, và khô nhất là tháng 2, với 2 mm.

## Kinh tế
Sum có một trường học, bệnh viện, trung tâm thương mại và nhà văn hóa.